# NGC 7307
NGC 7307 је спирална галаксија у сазвежђу Ждрал која се налази на NGC листи објеката дубоког неба.
Деклинација објекта је - 40° 56' 5" а ректасцензија 22h 33m 52,4s. Привидна величина (магнитуда) објекта NGC 7307 износи 12,2 а фотографска магнитуда 12,9. Налази се на удаљености од 26,864 милиона парсека од Сунца. NGC 7307 је још познат и под ознакама ESO 345-26, MCG -7-46-3, IRAS 22309-4111, PGC 69161.